# アタテュルクのCM (トルコ興業銀行)
トルコ興業銀行（テュルキイェ・イシ・バンカス）のアタテュルクCMは、トルコ共和国の建国の父とされるムスタファ・ケマル・アタテュルクの在りし日を再現したCM。アタテュルクの69回目の命日にあたる2007年11月10日に、初めて放映された。アタテュルクを使った初めてのコマーシャルともなった。

## 撮影
コマーシャルは、レトロ色を出すためにモノクロで撮影された。コマーシャル製作時にうたわれたスローガンは、「あなたが育てた薔薇は、今日、喪に服す」であった。50名のスタッフにより製作されたコマーシャルの製作は、事前準備に3週間、撮影に3日を要し、時代考証のため歴史家かつ映像作家でもあるルドゥヴァン・アカルの意見が参考にされた。
子供の役をハーカン・ビュユクトプチュ、アタテュルクをハールク・ビルギネルが演じた。ハールク・ビルギネルの特殊メイクは、ヴィットリオ・ソダーノとスタッフにより、40時間かけて行われ、彼らは、イタリアで事前準備に1週間を費やし、撮影のために、トルコでも1週間、作業した。
ビルギネルをアタテュルクに似せるため、まず、顔の型がとられた。髪の毛と眉毛を植える作業は、スザン・カルデシにより2日間かけて行われた。衣装は、1936年6月21日に撮影されたアタテュルクの写真を参考にされ、デザイナーのナーラン・テュルクオールと6名のスタッフにより、1週間で10種類の衣装が用意された。
当時の特色を再現できるロケ地を探すため、イスタンブール、エディルネ、ブルサ、イズミル、アンタルヤで、ロケーション・ハンティングが行われた後、イスタンブールのパシャバフチェでの撮影が決定された。
撮影が予定されている映画『アタテュルク』のアタテュルク役の候補にビルギネルの名も加わることになった。
製作者は、トルコを薔薇園に喩えたコマーシャルで、アタテュルク自身が直面した困難も反映させたかったと発言した。 

## 意義
- 1951年に民主党政権により、戦前の日本の不敬罪に類似するいわゆる「アタテュルク擁護法」が制定され、その後、ケナン・エヴレンの主導した1980年の軍事クーデタの敷いた体制によって、半神格化されたアタテュルクであるが、コマーシャルでは、手にトゲがささり、血が流れる人間であるという点が強調されている。無謬化されたアタテュルク像からの脱却と1980年代以降の軍による政治への介入とアタテュルクの権威の利用という負のイメージの払拭という流れに沿った動きと見ることもできる。
- アタテュルクはトルコ興業銀行の出資者であり、同社株の28％を保有していた（後に、保有株から生じる利益は共和人民党に遺贈された）ため、同行がアタテュルクをCMに利用することへの目立った反論は無い。しかし、アタテュルク主義者思想協会もアタテュルクのロゴ入りのクレジット・カードの販売を開始する予定で、今後アタテュルクの商業利用が問題とされる可能性も孕んでいる。

## シナリオ
- 子供：「あーー」
- アタ：「どうした、坊や?」
- 子供：「あなたの手にもトゲが刺さるの?」
- アタ：「刺さらないわけがないよ」
- 子供：「あなたの肌からも血が出るの?」
- アタ：「血が出ないわけがないよ」
- 子供：「でもー、あなたはアタテュルクでしょ?」
- アタ：「そうだよ、坊や」
- 子供：「でもー」
- アタ：「君は、今、私が誰かってことは気にしなくていい。君が、この薔薇を育てるなら、君は苦労するだろうし、君の手からは血が出るだろう。太陽が君に汗をかかせるだろう。『この庭で薔薇には、きりがないよ』と言う人たち、『薔薇ってのは、こうやって育てるものだ、ああやって育てるものだ』と言ってくる人たちが出てくるだろう。自分自身に尋ねてごらん：『僕は、ここを薔薇園にしたいのだろうか？僕は、ここで世界一美しい薔薇を育てたいのだろうか?』もし、何が何でも、そうしたいなら、手に刺さるトゲも、何か言ってくる人たちも、気にならないだろ。誰だって、ただ一つの望みは、その香りを嗅ぐことだろ。解ったかい?」
- 子供：「解ったよ」
- アタ：「おりこうさんだ! さあ、続けなさい」
- ナレーター：「我々の国と我々の銀行の創設者であるムスタファ・ケマル・アタテュルクを、敬意を込めて追憶します」

## 参照
- Atatürk'lü reklam filminin kamera arkası (映像付) (トルコ語). 『Haber Türk』 2007年11月11日[リンク切れ]
- Atatürk belgeseli gibi reklam filmi (トルコ語). 『Akşam』紙 2007年11月11日[リンク切れ]
- Herkes bu reklam filmini konuşuyor (映像付) (トルコ語). 『Hürriyet』紙. 2007年11月11日
- Atatürk'lü reklam filmi duygulandırdı (トルコ語). 『Hürriye』紙.2007年11月11日
- İş Bankası'nın Atatürk reklamı herkesi ağlattı (トルコ語). ozturkler.com 2007年11月11日[リンク切れ]